# Championnat d'Espagne de football de deuxième division 1947-1948
Navigation
Segunda División 1946-1947 Segunda División 1948-1949
Le championnat d'Espagne de football de deuxième division 1947-1948 est la 17e édition du championnat. Organisé par la Fédération espagnole de football, le championnat se déroule du 21 septembre 1947 au 11 avril 1948.
La compétition est remportée par le Real Valladolid Deportivo, qui devance, le Deportivo La Corogne de trois points. Ces deux clubs sont promus en première division. C'est le premier titre des « Pucela » en championnat, qui leur permet d'accéder pour la première fois de leur histoire dans l'élite.
L'attaquant espagnol Josep Serratusell, du CF Badalona, termine meilleur buteur du championnat avec 31 réalisations.

## Règlement de la compétition
La compétition se déroule selon un système de ligue, où les quatorze équipes s'affrontent à deux reprises, une fois à domicile et une fois à l'extérieur, soit un total de vingt-six matches. L'ordre des matches est déterminé par un tirage au sort avant le début de la compétition.
Le classement final est établi sur le nombre des points obtenus lors de chaque rencontre, à raison de deux points par match gagné, un pour un match nul et aucun pour une défaite. Si, à la fin de la première phase, deux équipes ont le même nombre de points, les critères établis par le règlement pour départager les équipes sont les suivants :
1. Les confrontations directes entre les équipes à égalité.
2. Si l'égalité persiste, celle qui a le meilleur coefficient de buts.

En fin de saison, les deux premiers sont promus en première division, tandis que les deux derniers sont relégués en troisième division.
Contrairement aux saisons précédentes, il n'y a pas de barrages.

## Équipes participantes
| \| Badalona Baracaldo Castellón Córdoba Deportivo Ferrol Grenade Hércules Levante Majorque Málaga Mestalla Murcie Valladolid \| Localisation des clubs engagés dans le championnat. |
| Badalona Baracaldo Castellón Córdoba Deportivo Ferrol Grenade Hércules Levante Majorque Málaga Mestalla Murcie Valladolid                                                           |

| Clubs                     | Ville                 | Stade                   |
| ------------------------- | --------------------- | ----------------------- |
| CF Badalona               | Badalone              | Avenida de Navarra (es) |
| CD Baracaldo Altos Hornos | Baracaldo             | Lasesarre               |
| CD Castellón              | Castellón de la Plana | El Sequiol (es)         |
| RCD Córdoba (es)          | Cordoue               | El Arcángel             |
| Deportivo La Corogne      | La Corogne            | Riazor                  |
| Club Ferrol               | Ferrol                | Inferniño               |
| Grenade CF                | Grenade               | Los Cármenes            |
| Hércules CF               | Alicante              | Bardín (en)             |
| Levante UD                | Valence               | Vallejo (es)            |
| CD Majorque               | Palma                 | Es Fortí                |
| CD Málaga (es)            | Málaga                | La Rosaleda             |
| CD Mestalla               | Valence               | Mestalla                |
| Real Murcie               | Murcie                | La Condomina            |
| Real Valladolid Deportivo | Valladolid            | José Zorrilla (es)      |

## Compétition

### Classement
| Rang | Équipe                      | Pts | J  | G  | N | P  | Bp | Bc | GA    |
| ---- | --------------------------- | --- | -- | -- | - | -- | -- | -- | ----- |
| 1    | Real Valladolid Deportivo P | 36  | 26 | 15 | 6 | 5  | 60 | 43 | 1,395 |
| 2    | Deportivo La Corogne R      | 33  | 26 | 15 | 3 | 8  | 67 | 29 | 2,310 |
| 3    | Club Ferrol                 | 28  | 26 | 13 | 2 | 11 | 66 | 44 | 1,500 |
| 4    | CD Málaga (es)              | 28  | 26 | 13 | 2 | 11 | 65 | 52 | 1,250 |
| 5    | Levante UD                  | 27  | 26 | 11 | 5 | 10 | 64 | 53 | 1,208 |
| 6    | Hércules CF                 | 26  | 26 | 12 | 2 | 12 | 68 | 63 | 1,079 |
| 7    | Grenade CF                  | 24  | 26 | 10 | 4 | 12 | 48 | 58 | 0,828 |
| 8    | CD Mestalla P               | 24  | 26 | 10 | 4 | 12 | 59 | 65 | 0,908 |
| 9    | CD Baracaldo Altos Hornos   | 24  | 26 | 12 | 0 | 14 | 52 | 67 | 0,776 |
| 10   | CF Badalona P               | 24  | 26 | 10 | 4 | 12 | 63 | 76 | 0,829 |
| 11   | Real Murcie R               | 23  | 26 | 9  | 5 | 12 | 43 | 59 | 0,729 |
| 12   | CD Castellón R              | 23  | 26 | 10 | 3 | 13 | 48 | 60 | 0,800 |
| 13   | CD Majorque                 | 22  | 26 | 9  | 4 | 13 | 44 | 65 | 0,677 |
| 14   | RCD Córdoba (es)            | 22  | 26 | 9  | 4 | 13 | 42 | 55 | 0,764 |

Promotion
- 1er et 2e : promotion en Primera División

Relégation
- 13e et 14e : relégation en Tercera División

Abréviations
- R : Relégués de Primera División 1946-1947
- P : Promus de Tercera División 1946-1947

### Résultats
| Résultats (▼dom., ►ext.)                                   | BAD | BAR | CAS | COR | DEP | FER | GRE | HER | LEV | MAJ | MAL | MES | MUR | VLL |
| CF Badalona                                                |     | 2-0 | 4-1 | 5-2 | 6-1 | 4-0 | 3-3 | 1-3 | 2-2 | 3-1 | 3-2 | 7-3 | 3-2 | 2-2 |
| CD Baracaldo Altos Hornos                                  | 6-1 |     | 5-2 | 3-0 | 1-0 | 4-1 | 3-2 | 4-0 | 3-2 | 4-1 | 2-1 | 3-2 | 4-0 | 0-3 |
| CD Castellón                                               | 3-0 | 5-0 |     | 2-1 | 0-1 | 2-0 | 4-0 | 5-2 | 4-2 | 2-0 | 0-2 | 2-2 | 2-1 | 1-1 |
| RCD Córdoba (es)                                           | 5-0 | 5-1 | 3-1 |     | 1-1 | 1-3 | 1-1 | 3-2 | 2-1 | 2-0 | 3-2 | 3-1 | 0-0 | 1-3 |
| Deportivo La Corogne                                       | 3-1 | 7-1 | 7-0 | 6-0 |     | 2-0 | 3-0 | 2-0 | 4-0 | 5-0 | 2-0 | 6-0 | 7-1 | 0-0 |
| Club Ferrol                                                | 3-1 | 4-0 | 3-0 | 3-0 | 2-0 |     | 3-1 | 2-1 | 5-0 | 1-1 | 3-1 | 6-0 | 9-0 | 1-2 |
| Grenade CF                                                 | 2-0 | 3-0 | 2-2 | 3-2 | 1-3 | 4-2 |     | 2-1 | 3-2 | 5-1 | 1-3 | 2-0 | 4-3 | 1-0 |
| Hércules CF                                                | 3-0 | 6-2 | 5-2 | 0-2 | 2-1 | 3-2 | 5-2 |     | 2-2 | 5-2 | 3-0 | 4-0 | 5-0 | 6-2 |
| Levante UD                                                 | 3-3 | 5-1 | 2-0 | 4-2 | 3-0 | 5-3 | 5-2 | 4-1 |     | 8-0 | 4-1 | 1-0 | 3-3 | 3-0 |
| CD Majorque                                                | 5-3 | 3-2 | 3-0 | 5-1 | 1-3 | 2-0 | 2-1 | 3-1 | 0-0 |     | 2-1 | 1-1 | 2-1 | 2-3 |
| CD Málaga (es)                                             | 8-3 | 2-1 | 5-1 | 2-0 | 4-1 | 1-1 | 2-2 | 9-2 | 4-2 | 5-1 |     | 3-2 | 3-2 | 2-0 |
| CD Mestalla                                                | 6-3 | 2-0 | 1-4 | 2-0 | 2-0 | 6-5 | 5-0 | 7-3 | 2-0 | 3-3 | 3-2 |     | 1-1 | 8-3 |
| Real Murcie                                                | 0-1 | 4-1 | 4-1 | 2-0 | 1-1 | 1-4 | 2-1 | 2-1 | 3-0 | 2-1 | 3-0 | 2-0 |     | 0-0 |
| Real Valladolid Deportivo                                  | 7-2 | 4-1 | 4-2 | 2-2 | 2-1 | 2-0 | 1-0 | 2-2 | 3-1 | 3-2 | 5-0 | 1-0 | 5-3 |     |
| - Victoire à domicile - Match nul - Victoire à l'extérieur |     |     |     |     |     |     |     |     |     |     |     |     |     |     |

## Bilan de la saison
| Championnat d'Espagne de football de deuxième division 1947-1948 |                                       |
| Champion                                                         | Real Valladolid Deportivo (1er titre) |
| Dauphin                                                          | Deportivo La Corogne                  |
| Promotions et relégations                                        |                                       |
| Promus en Primera División                                       | Real Valladolid Deportivo             |
| Promus en Primera División                                       | Deportivo La Corogne                  |
| Relégués en Segunda División                                     | Real Sociedad                         |
| Relégués en Segunda División                                     | Real Gijón                            |
| Promus en Segunda División                                       | Real Santander SD                     |
| Promus en Segunda División                                       | Gerona CF                             |
| Relégués en Tercera División                                     | CD Majorque                           |
| Relégués en Tercera División                                     | RCD Córdoba (es)                      |